# Joseph Le Bel
Joseph Achille Le Bel, född 21 januari 1847, död 6 augusti 1930, var en fransk kemist.

## Biografi
Le Bel är mest känd för sina grundläggande arbeten över den asymmetriska kolatomen, som han 1874 angav som förklaring till organiska föreningars optiska aktivitet, något som också van't Hoff gjorde samma år.  På senare år iniriktade han sina studier på kväveatomens stereokemi. Han tilldelades Davymedaljen 1893.